# Дубровский, Андрей Владимирович
Дубровский Андрей Владимирович (род. 26 ноября 1982, Узловая, Тульская область) — российский политический и государственный деятель, председатель Тульской областной Думы 8-го созыва.

## Биография
Родился 26 ноября 1982 года.
Избран на пост председателя Тульской областной Думы 7 октября 2024 года. Срок окончания полномочий — сентябрь 2029 года.
В августе 2024 года Андрей Дубровский был награждён Орденом Мужества за храбрость и героизм, проявленное мужество в ходе выполнения боевых задач